# 費爾伯恩 (喬治亞州)
費爾伯恩（英語：Fairburn）是一個位於美國喬治亞州富爾頓縣的城市。

## 地理
費爾伯恩的座標為33°33′45″N 84°34′53″W / 33.56250°N 84.58139°W，而該地的平均海拔高度為313米（即1027英尺）。

## 人口
根據2010年美國人口普查的數據，費爾伯恩的面積為44.20平方千米，當中陸地面積為43.60平方千米，而水域面積為0.60平方千米。當地共有人口12950人，而人口密度為每平方千米292.99人。